# Goryphus cameroni
Goryphus cameroni är en stekelart som beskrevs av Johan George Betrem 1941. Goryphus cameroni ingår i släktet Goryphus och familjen brokparasitsteklar. Inga underarter finns listade i Catalogue of Life.